# 2126 Gerasimovich
2126 Gerasimovich је астероид главног астероидног појаса са средњом удаљеношћу од Сунца која износи 2,389 астрономских јединица (АЈ).
Апсолутна магнитуда астероида је 12,4.